# Índex de Qualitat de l'aigua
Per conèixer el grau de qualitat de les aigües, independentment del possible ús a què vagin a ser destinades, es parteix de la presa de mostres per a l'obtenció d'una sèrie de paràmetres i indicadors. Aquestes dades, analitzades i processades, posteriorment es converteixen en un valor numèric, que permet obtenir una sèrie d'índexs que determinen l'estat general de les aigües en funció d'uns rangs de qualitats establerts. Aquests índexs es poden classificar fonamentalment en dos tipus: fisicoquímics i biològics.

## Índexs fisicoquímics de qualitat de les aigües
Mitjançant aquests índexs s'obtindrà un valor numèric adimensional que engloba les magnituds de certs paràmetres individuals, el nombre i tipus del qual varia segons l'índex. S'utilitzen per avaluar la qualitat d'una aigua i la seva evolució amb el temps, i tenen com a inconvenient la seva poca robustesa perquè simplifiquen molt la qualitat en definir-la mitjançant un únic valor numèric. Els paràmetres més comunament utilitzats en els índexs s'exposen en la següent taula:

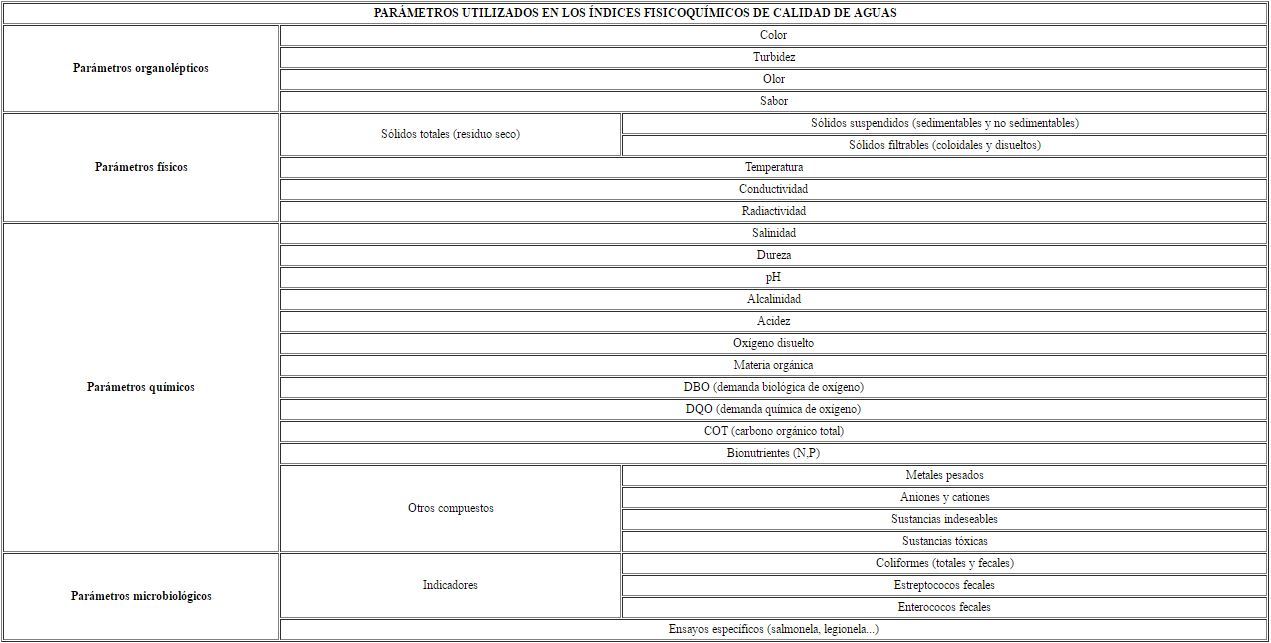
Paràmetres utilitzats en els índexs fisicoquímics de qualitat d'aigües.

A les taules que es mostren a continuació s'observen alguns valors típics que prenen aquests paràmetres i una comparació entre les aigües subterrànies i superficials:

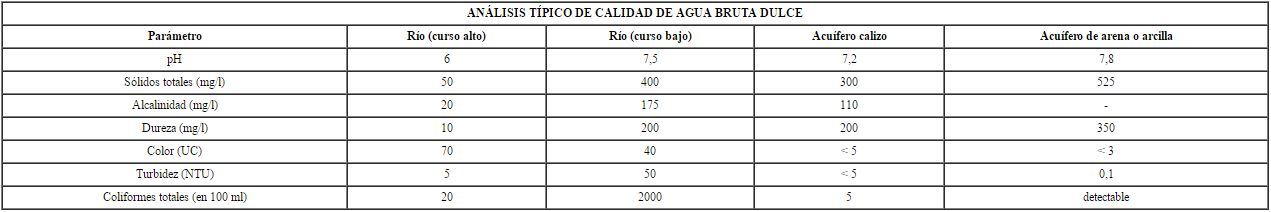
Anàlisi típic de qualitat d'aigua bruta dolça.

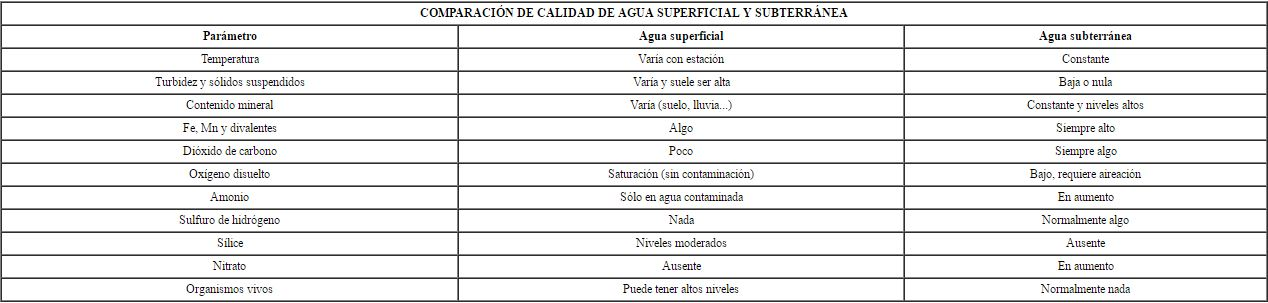
Comparació de qualitat d'aigua superficial i subterrània.

Els índexs fisicoquímics més utilitzats en l'actualitat són: l'índex de qualitat general (ICG), l'índex simplificat de qualitat d'aigües (ISQA) i l'índex automàtic de qualitat d'aigües (IAQA).

### Índex de qualitat general (ICG)
És l'índex més emprat a Espanya. És una adaptació de l'índex Lamontagne i Provencher del Servei de Qualitat de les Aigües del Ministeri de Riqueses Naturals de l'Estat de Quebec al Canadà. És un valor adimensional obtingut a partir de 23 paràmetres processats mitjançant equacions lineals, dels quals 9 es fan servir sempre (bàsics) i 14 segons la seva influència en la qualitat (complementaris). Els 9 paràmetres bàsics són: coliformes totals, conductivitat, DBO, DQO-Mn, llumins totals, sòlids en suspensió, nitrats, oxigen dissolt i pH.
L'índex de qualitat general es pot expressar com:
On:
- Ki: valor analític de cada paràmetre, sent i = 1, 2, 3 .... 23
- F1: funció que transforma el valor analític de cada paràmetre en un valor adimensional. S'obté d'aquesta manera el nivell de qualitat (Qi).
- F₂: funció que pondera la influència de cada paràmetre en el global de l'índex. S'obté així el pes específic de cada paràmetre (Pi):

Per tant, l'ICG es pot expressar finalment com:
Un paràmetre complementari s'utilitzarà si el seu Qi <60, és a dir, si té una influència negativa alta dins de la qualitat de l'aigua. Si algun paràmetre té Qi = 0 es considera aigua contaminada.
La classificació de les aigües en funció de la seva ICG es mostra en la següent taula:

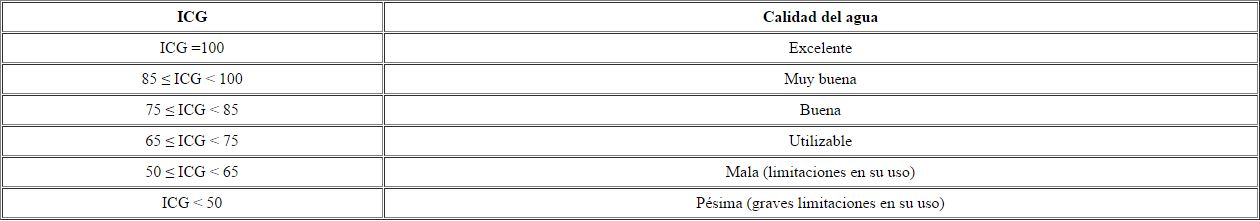
Classificació de les aigües en funció de la seva ICG

### Índex simplificat de qualitat d'aigües (ISQA)
Índex molt fàcil d'utilitzar que proporciona una idea ràpida i intuïtiva de la qualitat, però que necessita ser completat amb altres índexs per obtenir una visió real de la situació. S'obté a partir d'una senzilla fórmula que combina 5 paràmetres fisicoquímics:
On:
- E: temperatura de l'aigua (Et °C). Pot prendre valors compresos entre 0,8 i 1 segons:
  - E = 1 si T ≤ 20 °C
  - E = 1 - (T - 20) · 0,0125 si T > 20 °C
- A: demanda química orgànica segons l'oxidabilitat al permanganat (DQO-Mn en mg / l). Pot prendre valors compresos entre 0 i 30 segons:
  - A = 30 - DQO-Mn si DQO-Mn ≤ 10 mg/l
  - A = 21 - (0,35 · DQO-Mn) si 60 mg/l ≥ DQO-Mn > 10 mg/l
  - A = 0 si DQO-Mn > 60 mg/l Tradicionalment aquesta ha estat la forma d'obtenir el paràmetre A, però a partir del 2003 es va començar a calcular mitjançant el carboni orgànic total (COT en mg / l), que també estima la quantitat de matèria orgànica present en l'aigua, però d'una manera més reproduïble i fiable. En aquest cas el paràmetre A pot prendre valors compresos entre 0 i 30 segons:
  - A = 30 - COT si COT ≤ 5 mg/l
  - A = 21 - (0,35 · COT) si 12 mg/l ≥ COT > 5 mg/l
  - A = 0 si COT > 12 mg/l
- B: sòlids en suspensió totals (SST en mg / l). Pot prendre valors compresos entre 0 i 25 segons:
  - B = 25 - (0,15 · SST) si SST ≤ 100 mg/l
  - B = 17 - (0,07 · SST) si 250 mg/l ≥ SST > 100 mg/l
  - B = 0 si SST > 250 mg/l
- C: oxigen dissolt (O2 en mg / l). Pot prendre valors compresos entre 0 i 25 segons:
  - C = 2,5 · O₂ si O₂ < 10 mg/l
  - C = 25 si O₂ ≥ 10 mg/l
- D: conductivitat (CE a μS / cm a 18 °C). Si la conductivitat es mesura a 25 °C, per obtenir la conversió a 18 °C es multiplicarà per 0,86. Pot prendre valors compresos entre 0 i 20 segons:
  - D = (3,6 - log CE) · 15,4 si CE ≤ 4000 μS/cm
  - D = 0 si CE > 4000 μS/cm

El ISQA va a oscil·lar entre 0 (qualitat mínima) i 100 (qualitat màxima) de manera similar a com ho fa l'ICG.

### Índex automàtic de qualitat d'aigües (ISQA)
És una variant del ISQA, en què s'utilitza sempre COT com a paràmetre A i terbolesa com a paràmetre B. Els valors dels paràmetres s'obtenen de xarxes automàtiques de control, el que facilita resultats en temps real i en continu.

## Índexs biològics de qualitat de les aigües
Mitjançant els índexs biològics s'obté un valor numèric que expressa l'efecte de la contaminació sobre una comunitat biològica i es basen en la capacitat dels organismes de reflectir les característiques o condicions ambientals del medi en què es troben. La presència o absència d'una espècie o família, així com la seva densitat o abundància és el que es va a utilitzar com a indicador de la qualitat. La major diferència amb els índexs fisicoquímics és que permeten indicar l'estat de l'aigua en un període prolongat de temps definit per la durada del cicle vital de cada individu, magnitud de colònies, etc., però, per contra, és impossible identificar els agents contaminants existents, pel que la seva utilització és complementària i no substitutiva als índexs fisicoquímics.
Els índexs biològics poden ser de dos tipus:
- Índexs biòtics: solen ser específics per a un tipus de contaminació i / o regió geogràfica, i es basen en el concepte d'organisme indicador. Permeten la valoració de l'estat ecològic d'un ecosistema aquàtic afectat per un procés de contaminació. Per això als grups d'invertebrats d'una mostra se'ls assigna un valor numèric en funció de la seva tolerància a un tipus de contaminació, els més tolerants reben un valor numèric menor i els més sensibles un valor numèric major. La suma de tots aquests valors ens indica la qualitat d'aquest ecosistema.
- Índexs de diversitat: mesuren l'abundància i biodiversitat d'espècies d'un lloc, a major biodiversitat major puntuació. Reflecteixen alteracions del nombre total de comunitats d'organismes. Com a avantatges d'aquests índexs respecte als biòtics destaquen que no és necessària la identificació d'espècies o famílies, que no cal informació sobre la tolerància a contaminació i que serveixen per detectar episodis lleus de contaminació. Per contra, no hi ha un consens clar sobre els valors dels índexs.

### ÍNDEXS BIÒTICS

#### Biological Monitoring Working Party (BMWP)
Es basa en l'assignació a les famílies de macroinvertebrats aquàtics de valors de tolerància a la contaminació compresos entre 1 (famílies molt tolerants) i 10 (famílies intolerants). La suma dels valors obtinguts per a cada família detectada en un punt ens donarà el grau de contaminació del punt estudiat.
Es consideren macroinvertebrats bentònics aquells organismes invertebrats que desenvolupen alguna fase del seu cicle vital en el medi aquàtic, i que pesa superior als 2 mm. Abasta insectes, mol·luscs, crustacis, turbelarios i anèl·lids principalment. Matcalfe (1989) enumera les principals raons per al seu ús com a indicadors biològics:
1. Sensibilitat i rapidesa en la reacció davant diferents contaminants amb una àmplia gradació en la resposta davant d'un variat espectre de classes i graus d'estrès.
2. Ubiqüitat, abundància i facilitat de mostreig. Mida adequada per a la seva determinació en laboratori.
3. Caràcter relativament sedentari, reflectint les condicions locals d'un tram fluvial.
4. Fases del cicle de vida prou llargues com per oferir un registre de la qualitat mediambiental.
5. Gran diversitat de grups faunístics amb nombroses espècies, entre les quals sempre hi haurà alguna que reaccioni davant d'un canvi ambiental.

Hi ha multitud d'adaptacions mundials d'aquest índex creat en primer lloc per Hellawell (1978) per als rius de Gran Bretanya. Alba-Tercedor i Sánchez-Ortega (1988) van crear l'adaptació per a la península Ibèrica que es denota per BMWP '. Una de les últimes adaptacions per a la península Ibèrica és la Iberian Biological Monitoring Working Party (IBMWP), d'Alba-Tercedor et al. (2002), creada després d'un acord obtingut en el III Congrés Ibèric de Limnologia a causa d'actualitzacions taxonòmiques i modificacions d'alguna de les puntuacions de les famílies de macroinvertebrats.
Les puntuacions assignades a cada família de macroinvertebrats segons el BMWP 'es resumeixen en la següent taula:

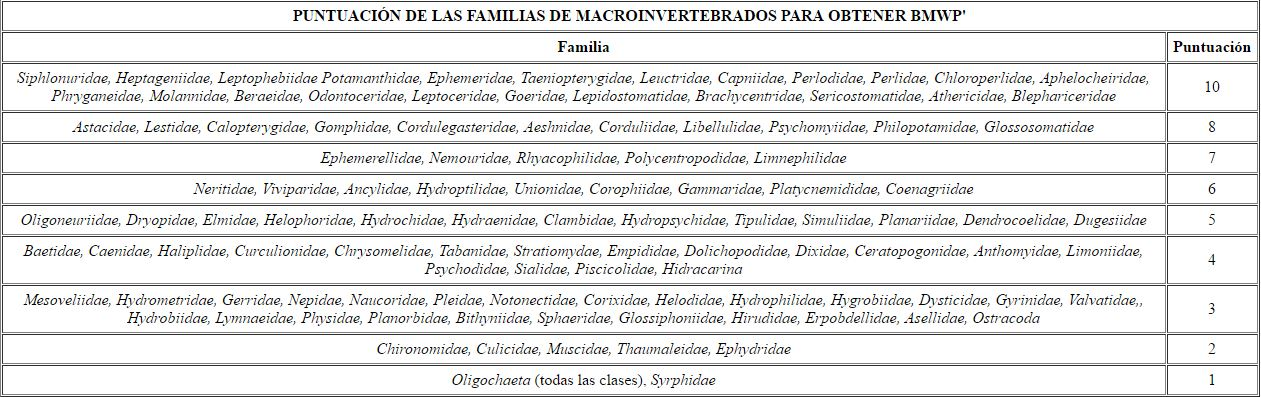
Puntuació de les famílies de macroinvertebrats per obtenir BMWP '

Finalment, després de la suma dels valors corresponents a cadascuna de les famílies presents a la zona d'estudi, s'obté la qualitat de l'aigua, que es pot enquadrar en una de les 5 categories següents:

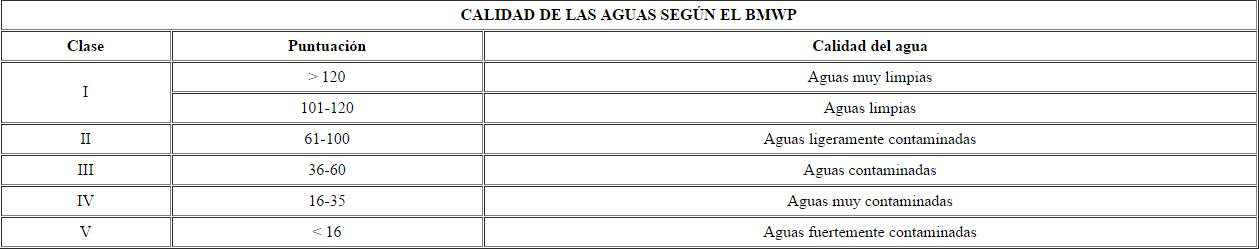
Qualitat de les aigües segons el BMWP

#### Índex biòtic de Trent (TBI)
L'índex biòtic de Trent (Woodiwiss, 1964) s'utilitza per indicar el grau de tensió produït per les aigües residuals en comunitats animals de riu, a partir de les quantitats de tàxons i la presència d'espècies o grups claus. Utilitza 6 taxons i la valoració final de l'aigua varia entre 0 (mala) i 15 (bona). A partir d'ell s'han desenvolupat multitud d'adaptacions. A Espanya el BILL (Prat et al., 1983).

#### índex Chandler
Utilitza 6 grups, els mateixos que Trent, i a més fa servir un factor d'abundància, en què cada espècie té una puntuació que varia segons el nombre d'individus. Cal una identificació taxonòmica dels macroinvertebrats fins al nivell de gènere o espècie. La puntuació final de l'aigua varia entre 0 (mala) i un límit superior no definit, encara que es pot dir que si l'índex és menor de 300 l'aigua està contaminada i si està comprès entre 300 i 3000 l'aigua està poc contaminada.

### ÍNDEXS DE DIVERSITAT

#### Índex de diversitat de Shannon-Wiener (H)
En un primer moment es va usar per mesurar la diversitat dels peixos sotmesos a la contaminació de l'aigua durant la dècada de 1960 (Davis 1995). Aquest índex relaciona el nombre d'espècies amb la proporció d'individus pertanyents a cada espècie present a la mostra. No obstant això, ha estat criticat pel fet que no considera aspectes importants com la periodicitat i el tipus de mostreig, el nivell de la resolució taxonòmica i perquè respon de manera irregular als canvis naturals del medi aquàtic (Davis 1995, Karr 1998). Es calcula mitjançant la següent expressió:
On:
- Pi: proporció total de la mostra que pertany a l'espècie "i", amb i = 1,2 ... S; on "S" és el nombre total d'espècies presents a la mostra.

El valor màxim que adquireix en els rius per a les comunitats d'invertebrats és de 4,5. Valors inferiors a 2,4-2,5 indiquen que el sistema està sotmès a tensió (abocaments, dragatges, canalitzacions, regulació per embassaments, etc.). És un índex que disminueix molt en aigües molt contaminades. Per tant, com més gran és el valor que pren l'índex de Shannon-Wiener, més qualitat tindrà l'aigua objecte d'estudi.

#### Índex de diversitat de Simpson-Gini (I)
Expressa la probabilitat composta que dos individus extrets a l'atzar d'una comunitat pertanyen a la mateixa espècie. Si aquesta probabilitat és alta, la comunitat és poc diversa. Es calcula mitjançant la següent expressió:
On "Pi" té el mateix significat que en l'equació de Shannon-Wiener. L'índex prendrà valors compresos entre 0% i 100%. Valors inferiors al 20% indiquen una qualitat molt bona de l'aigua, mentre que si la valoració supera el 60% la qualitat de l'aigua serà deficient o dolenta. Principalment és indicador dels següents impactes: pol·lució orgànica, degradació en la morfologia del riu i degradació general.

#### Índex de Berger-Parker (B)
Mesura la dominància de l'espècie o tàxon més abundant, sent la seva expressió matemàtica la següent:
On:
- NMax: nombre d'individus del tàxon més abundant.
- N: nombre total d'individus de la mostra.

Aquest índex adquireix valors compresos entre 0 i 1 (0% i 100%). És indicador dels mateixos impactes que l'índex de Simpson-Gini: pol·lució orgànica, degradació en la morfologia del riu i degradació general.

#### Índex de diversitat de McIntosh
Treballa les mides de les poblacions dels diferents tàxons, indicant la dominància d'algun o alguns d'ells.

### MODEL SCAF
Determina l'estat ambiental combinant els índexs de diversitat i l'índex biòtic BMWP '. Es basa en la teoria de la successió ecològica. Indica el tipus d'ambient ecològic de la zona analitzada, el que permet fer estudis de comparació o determinar quins impactes negatius sobre l'ecosistema poden estar afectant la qualitat de l'aigua.
Amb aquest model es determinen, per tant, els diferents tipus d'estat ambiental de l'ecosistema. A cada tipus li correspondran, al seu torn, uns usos potencials, com queda reflectit en la següent taula:

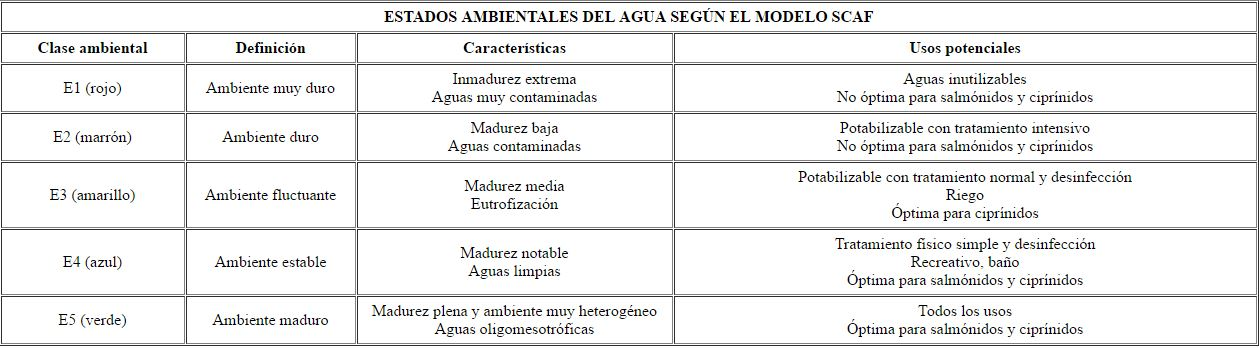
Estats ambientals de l'aigua segons el model SCAF